# ラジオギャラクシーエンジェル りょーことゆーなと
『ラジオギャラクシーエンジェル りょーことゆーなと』は、『ギャラクシーエンジェル』と連動したインターネットラジオ番組。2008年1月21日から2009年4月20日までインターネットラジオステーション＜音泉＞とBEWEで配信されていた。
パーソナリティは、ミルフィーユ・桜葉役の新谷良子と、アプリコット・桜葉役の稲村優奈。
後半に内包する部分については『でじこラジオ』を参照のこと。

## パーソナリティ
- 新谷良子（ミルフィーユ・桜葉役）
- 稲村優奈（アプリコット・桜葉役）

## スタッフ
- おさぷー（長田宏）

## 概要
「GA」関連番組の続編は、音泉の番組配信では『水野良Produce りょーことゆーなの G☆A☆』以来約2年10か月ぶり、GA2ラジオでは『ピャパプピーペンピェぷ〜ん』以来1か月ぶり。一部BGMやコーナーは『G☆A☆』から踏襲している。
2008年
- 4月21日配信分から明坂聡美・みなかみ菜緒・矢澤りえかの3人でデ・ジ・キャラットのラジオ『でじこラジオ』が番組の後半で行われていた。
- #41（10月27日） 収録スタジオ場所が変更。
- 12月15日・22日配信分 『でじこラジオ』との合同公開録音。15日には「GA」（#48）として1時間SP、22日には「でじこ」として1時間SPが行われた。

2009年

## 番組概要
- 配信期間：2008年1月21日 - 2009年4月20日
- 配信サイト：音泉・BEWE
- 配信日：毎週月曜日

### テーマソング

#### オープニング
#1 - 7
「はじまりのキラキラボシ」
歌：アプリコット・桜葉&ミルフィーユ・桜葉／『GALAXY ANGEL II &I デュエットCD(1)』より(?)
#8 -
「さくらば最前線」

#### エンディング
#1 - 7
「おんなじねがい」
歌：アプリコット・桜葉&ミルフィーユ・桜葉／『GALAXY ANGEL II &I デュエットCD(1)』より(?)

## メインコーナー
GAおたより
ギャラクシーエンジェル、パーソナリティ、近況報告・番組の感想など。
銀河一短いお姉ちゃんへの手紙
#40（2008年10月20日）開始。アプリコットが遠くにいる姉・ミルフィーユのために書いた手紙を優奈が読む。
永劫回帰の刻、他（えいごうかいきのとき、ほか）
#41（2008年10月27日）開始。発売直前の『GALAXY ANGEL II 永劫回帰の刻』の最新情報とその他の最新情報を優奈が解説。
ミルフィーユ・桜葉役 しんたにりょーこの萌えしちゅ
#5（2008年5月19日）開始。ドラマや漫画で見かける萌えるシチュエーションを募集するコーナー。当初のタイトルは「ずっといっしょにいようぜ」だったが、「 - が、萌えしちゅ」になり、その仮タイトルを経てこのコーナー名になった。
プロフェッショナる〜んエンジェル隊
#40（2008年10月20日）開始。良子が何のプロフェッショナルになっているのかを優奈が当てるミニコーナー。
すたんばる〜んエンジェル隊
#?から開始。良子が何をスタンバイしているのかを優奈が当てる。
さわる〜んエンジェル隊
#53開始。優奈が良子の色んなとこを触る。触っている場所については番組紹介の画像で公開されている。
ファイナる〜んエンジェル隊!
#53開始。物語のタイトルを募集。2人がその物語の最後の台詞だけを言う。
ムーンエンジェル隊VSルーンエンジェル隊
ゲームでもEXステージで闘う彼女達のリアルファイトが夢がここに実現。ゲストがいる回では、そのゲストが演じているキャラの立場によってコーナータイトルが変わった。
ラッキーガール
ミルフィーユの良子自体も強運かどうかを徹底検証。
ラジログ（不定期）
「ラジオでブログ」の略。良子と優奈の日々の気になる出来事をおよそ数分でトークするコーナー。『G☆A☆』時代同様、エンディング後に行われていた。#40（10月20日）を最後に途絶えていたが、#49（2009年1月5日）からは再び不定期に行われるようになった。

## 途中で終了したコーナー
GAインフォメーション
GA関連の最新情報を良子が紹介した後、優奈が上手いこと答える。ゲストがいる回では、上手いこと答える役がゲストになる時があった。4月14日配信分でこのコーナーは終了し、4月21日以降は『でじこラジオ』内で行われていた。
えんじる〜んエンジェル隊sideリコ
アプリコットの演技力が衰えないようにリスナーが考えた台本を使って稲村が練習。
アプリコット怪力伝説、他
主にアプリコットの怪力武勇伝を紹介していく。
天使のためいき
ゲーム版ではゲートキーパーの任に就いているためにあまり身動きが取れないミルフィーユ。そんな退屈な時にやっている退屈なことを紹介するコーナー。
ほうばる〜ん!エンジェル隊!
口に食べ物をほうばって台詞を喋り、どんな台詞を喋っているかを当てるコーナー。
人間万事 ミルフィーユが桜葉
#?から開始。強運と凶運を併せ持つミルフィーユの良いことと悪いこと両方のエピソードを紹介していく。「強運」は良子、「凶運」は優奈が紹介する。#38（2008年10月6日）で終了。
うたう〜ん!エンジェル隊!
はじまりのキラキラボシに素敵な詞をつけて歌うコーナー。#53（2009年2月2日）で終了。

## ゲスト
2008年
- #06・#07 （2月25日・3月3日） 山口眞弓
- #08・#09 （3月10日・3月17日） 後藤沙緒里
- #10・#11 （3月24日・3月31日） 阿澄佳奈
- #12 （4月7日） 明坂聡美
- #13 （4月14日） 明坂聡美・みなかみ菜緒・矢澤りえか
- #16・#17 （5月5日・5月12日） 佐藤ひろ美
- #20・#21 （6月2日・6月9日） 中山恵里奈
- #22・#23 （6月16日・6月23日） 花村怜美
- #32 （8月25日） 榎本温子
- #38・#39 （10月6日・10月13日） 沢城みゆき
- #48 （12月15日） 明坂聡美・みなかみ菜緒・矢澤りえか[1]

2009年
- #49・#50 （1月5日・1月12日） かないみか
- #52・#53 （1月26日・2月2日） 佐藤ひろ美
- #58・#59 （3月9日・3月16日） 榊原ゆい

## CD
- さくらば最前線（2008/04/25 BRDF-3103）
- ラジオギャラクシーエンジェル りょーことゆーなと ラジオCD vol.1 （2008/07/30 SSCX-10364）
- ラジオギャラクシーエンジェル りょーことゆーなと ラジオCD vol.2 （2008/11/26 SSCX-10370）